# Aleksandr Galicz
Aleksandr Arkadjewicz Galicz (ros. Александр Аркадьевич Галич, właśc. Aleksandr Aronowicz Ginzburg, ros. Александр Аронович Гинзбург, ur. 20 października 1918 w Jekaterynosławiu, zm. 15 grudnia 1977 w Paryżu) – radziecki poeta, bard, dramaturg i scenarzysta pochodzenia żydowskiego, członek Ludowo-Pracowniczego Związku Solidarystów Rosyjskich (NTS).

## Młodość i debiut
Urodził się w rodzinie żydowskich inteligentów. Ojciec, Aron Samojłowicz Ginzburg, był ekonomistą, a matka - Fejga Borisowna Weksler, pracowała w konserwatorium muzycznym. Rodzice wkrótce po przyjściu na świat syna w obawie przed antysemityzmem i jego tragicznymi następstwami musieli zmienić imiona na Arkadij i Fani. Jego dziadek, Samuel Ginzburg, był znanym w Jekaterynosławiu lekarzem pediatrą. Młodszy brat Galicza, Walery został uznanym filmowcem radzieckim. W 1920 rodzina przeniosła się do Sewastopola, a w 1923 do Moskwy.
W 1932 zadebiutował na łamach gazety „Pionierska Prawda” wierszem Мир в рупоре (Świat w głośniku). Po 9 klasie podjął naukę w Instytucie Literackim im. A.M. Gorkiego. Następnie przeniósł się do operowego Studia Dramatycznego słynnego Konstantina Stanisławskiego. Podjął pracę w Teatrze-Studio Aleksieja Arbuzowa i Walentina Płuczka. W 1940 wystawiono sztukę Город на заре (Miasto o świcie), której współautorem był Galicz; był to jego debiut jako dramaturga.

## Lata 40.
W przededniu ataku Niemiec na ZSRR wcielono go do wojska, z którego został szybko zwolniony w związku z wykryciem u niego wrodzonej wady serca. Do grudnia 1941 pracował jako kierownik literacki teatru w Groznym, następnie wyjechał do Czyrczyku pod Taszkentem, gdzie zatrudnił się w teatrze wojskowym.
W 1942 wziął ślub z aktorką tego teatru Walentyną Archangielską, a w 1943 urodziła im się córka Aleksandra. W 1945 jego żona wyjechała na tournée do Irkucka, co skończyło się rozwodem. Galicz ożenił się ponownie w 1947 z Angeliną Szekrot. W 1967 przyszedł na świat jego pozamałżeński syn Grigorij Mironow-Wojtenko.
Po 1945 napisał kilka dramatów i melodramatów, m.in. Tu mówi Tajmyr (1948), Matrosskaja Tiszyna (1946-1956). Ta ostatnia sztuka nie została dopuszczona na scenę.

## Twórczość muzyczna i konflikt z władzami
Pod koniec lat 50. zaczął pisać piosenki i wykonywać je akompaniując sobie na gitarze. Inspiracją dla artysty były tradycyjne romanse autorstwa Aleksandra Wertyńskiego. Z czasem Galicz wypracował własny, charakterystyczny styl. Uznawany jest za jednego z pionierów tradycyjnej muzyki bardów rosyjskich XX wieku i piosenki autorskiej, obok Bułata Okudżawy i Władimira Wysockiego, którzy zaczynali w tym samym czasie.
Wiele jego piosenek mówiło o II wojnie światowej. Już pierwsze utwory, choć stosunkowo nieszkodliwe politycznie, były jednocześnie niezgodne z oficjalną estetyką radziecką. Z czasem jego piosenki stały się głębsze i zyskały bardziej polityczny wydźwięk, co zaowocowało konfliktem z władzami. Zabroniono mu publicznych koncertów i obłożono zakazem wydawania płyt, a także pozbawiono pracy zawodowej.
Występował z tak zwanymi koncertami domowymi, z których uzyskiwał drobne środki finansowe na przeżycie. Jego twórczość stawała się coraz bardziej popularna za sprawą amatorskich nagrań magnetofonowych.
W marcu 1968 mimo zakazu wystąpił jedyny raz publicznie na Festiwalu Bardów w Nowosybirsku. W 1969 w piśmie „Посев” („Posiew”), będącym organem wydawniczym NTS, emigracyjnego ugrupowania o charakterze nacjonalistycznym i antykomunistycznym, opublikował teksty swoich piosenek, za co został wykluczony ze Związku Pisarzy ZSRR i podległego mu Funduszu Literatury (przeznaczonego dla pisarzy w trudnych warunkach materialnych) oraz ze Związku Twórców Kinematografii ZSRR. Zarzucano mu zarówno antysemityzm, jak i syjonizm i kontakty z prawosławiem.
W latach 1970–1973 był członkiem korespondentem dysydenckiego Komitetu Praw Człowieka w ZSRR.
W 1972 przeszedł trzeci zawał serca. W tym samym roku przyjął chrzest z rąk o. Aleksandra Mienia.

## Emigracja i śmierć
W 1974 znalazł się na emigracji. Według jednych źródeł wyjechał na seminarium poświęcone pracy Konstantina Stanisławskiego do Norwegii i po przekroczeniu granicy został pozbawiony obywatelstwa; inne twierdzą, iż otrzymał wizę wyjazdową do Izraela. Pierwszy rok spędził w Norwegii, gdzie dokonał pierwszych nagrań emitowanych na falach Radia Swoboda. Nagrania te szybko zyskały dużą popularność wśród emigracji rosyjskiej za sprawą mocno antykomunistycznego przekazu, tak że słuchali go ludzie na całym świecie. Następnie Galicz wyjechał do Monachium, gdzie wstąpił w szeregi Ludowo-Pracowniczego Związku Solidarystów Rosyjskich (NTS). W Radiu Swoboda prowadził stałą audycję „Galicz przy mikrofonie”, współpracował również z pismem „Kontinient” Władimira Maksimowa.
Zmarł w Paryżu w wyniku porażenia prądem przy podłączaniu anteny do telewizora do gniazdka elektrycznego. Jego ciało znalazła żona. Przyczyny śmierci pozostają po dziś dzień niejasne. Są przesłanki, by sądzić, że mogło być to zabójstwo lub samobójstwo. Według jednej z teorii został zamordowany przez KGB, inna głosi, iż zabójstwa dopuścili się agenci CIA w obawie, że Galicz zdecyduje się na powrót do ZSRR, co osłabiłoby ruch dysydencki na zachodzie. Został pochowany na cmentarzu prawosławnym w Sainte-Geneviève-des-Bois.
W 1988 pośmiertnie przywrócono mu członkostwo Związku Pisarzy oraz Związku Autorów Zdjęć Filmowych, a w 1993 obywatelstwo rosyjskie. W 2003 powstało Stowarzyszenie Pamięci Aleksandra Galicza.